# Polish Open 2012
Die Polish Open 2012 im Badminton fanden vom 30. August bis zum 2. September 2012 in Lubin statt. Es war die erste Auflage der neu ins Leben gerufenen Turnierserie in Polen. Die Veranstaltung ist nicht zu verwechseln mit den Polish International 2012.

## Sieger und Platzierte
| Disziplin    | Gold                                 | Silber                                     | Bronze                               |
| ------------ | ------------------------------------ | ------------------------------------------ | ------------------------------------ |
| Herreneinzel | Kieran Merrilees                     | Toby Penty                                 | Kyrylo Leonov                        |
| Herreneinzel | Kieran Merrilees                     | Toby Penty                                 | Anton Ivanov                         |
| Dameneinzel  | Kirsty Gilmour                       | Panuga Riou                                | Laura Vana                           |
| Dameneinzel  | Kirsty Gilmour                       | Panuga Riou                                | Olga Golovanova                      |
| Herrendoppel | Łukasz Moreń Wojciech Szkudlarczyk   | Matijs Dierickx Freek Golinski             | Patrik Lundqvist Jonathan Nordh      |
| Herrendoppel | Łukasz Moreń Wojciech Szkudlarczyk   | Matijs Dierickx Freek Golinski             | Antoine Lodiot Julien Maio           |
| Damendoppel  | Kamila Augustyn Agnieszka Wojtkowska | Sarah Thomas Carissa Turner                | Sophie Brown Helena Lewczynska       |
| Damendoppel  | Kamila Augustyn Agnieszka Wojtkowska | Sarah Thomas Carissa Turner                | Alexandra Langley Jenny Wallwork     |
| Mixed        | Andrew Ellis Jenny Wallwork          | Wojciech Szkudlarczyk Agnieszka Wojtkowska | Matthew Nottingham Alexandra Langley |
| Mixed        | Andrew Ellis Jenny Wallwork          | Wojciech Szkudlarczyk Agnieszka Wojtkowska | Gennadiy Natarov Yuliya Kazarinova   |